# Jules Brunard
Pour les articles homonymes, voir Brunard.
Jules Brunard est un homme politique français né le 6 mai 1837 à Cublize (Rhône) et décédé le 25 juillet 1910 à Charbonnières-les-Bains (Rhône).
Ouvrier, il crée une entreprise de travaux publics à Lyon. Conseiller municipal, puis adjoint au maire de Lyon en 1896, il est également conseiller d'arrondissement. Il est député du Rhône de 1902 à 1910, inscrit au groupe Radical-socialiste.

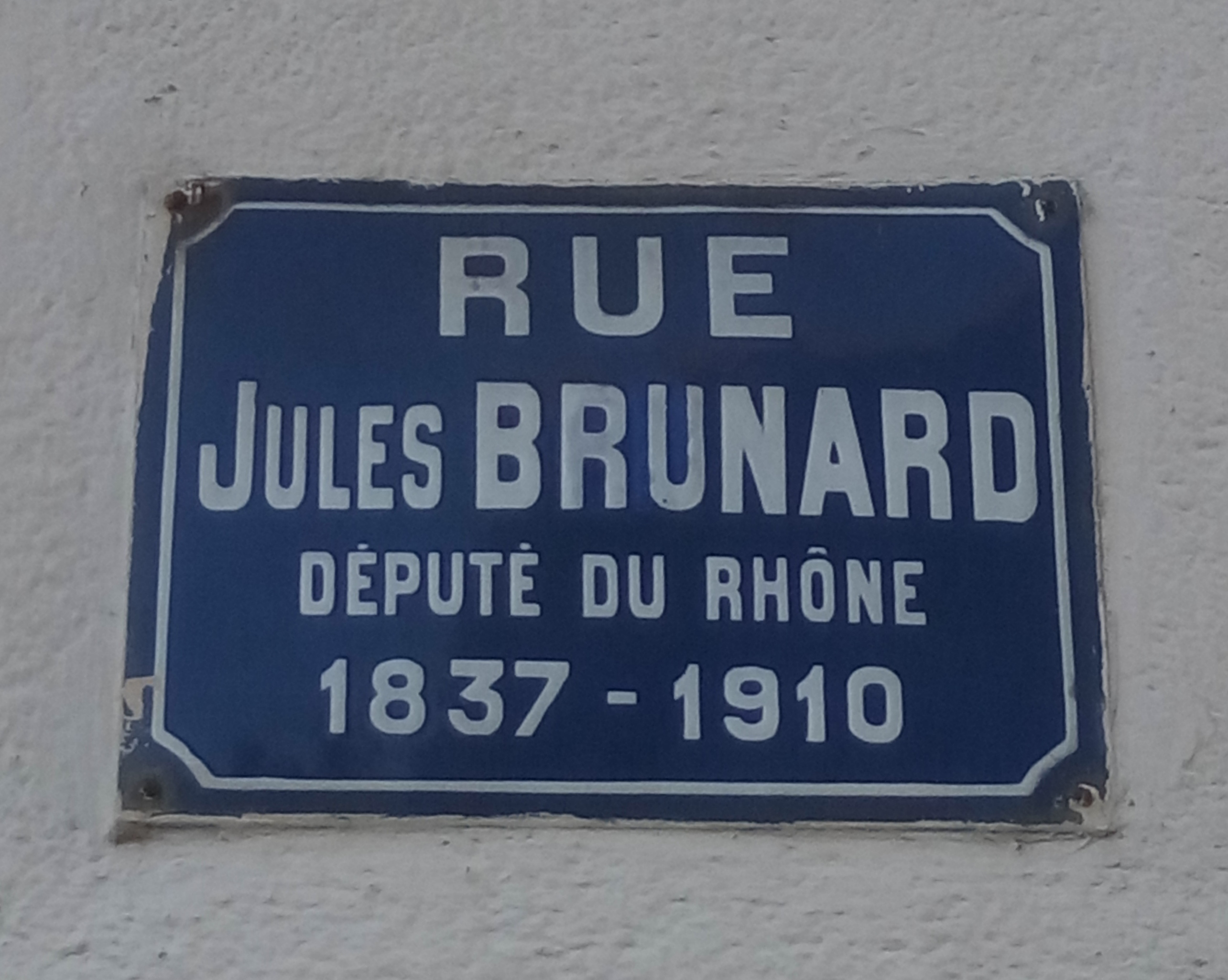
Plaque de la rue Jules-Brunard, dans le 7e arrondissement de Lyon.

## Source
- « Jules Brunard », dans le Dictionnaire des parlementaires français (1889-1940), sous la direction de Jean Jolly, PUF, 1960 [détail de l’édition]